# Vladimír Fröhlich
Vladimír Fröhlich (24. června 1947 Praha – 3. července 2011 Praha) byl český politik a někdejší poslanec České národní rady. Od roku 2005 člen České strany národně socialistické.

## Životopis
Vladimír Fröhlich maturoval na střední všeobecné vzdělávací škole, na které studoval v letech 1962 až 1965. Po maturitě byl odveden na vojnu. V letech 1970 až 1974 absolvoval Konzervatoř Jaroslava Ježka. Od roku 1973 až do roku 1976 účinkoval v orchestru Ein Kessel Buntes v německém Berlíně. Roku 1976 začal studovat nadstavbu klinické biochemie a mikrobiologie, následující rok začal pracovat v pražských nemocnicích jako biochemik. Studium ukončil roku 1978 a nadále pracoval jako biochemik až do roku 1989.

## Politika
V roce 1989 vstoupil do Československé demokratické iniciativy, která se stala součástí Občanského fóra. Do vypršení mandátu 15. června 1992 byl poslancem České národní rady. V letech 1993 až 1994 zastával funkci místopředsedy Hnutí důchodců za životní jistoty. Na krátkou dobu se stáhl do ústraní z rodinných důvodů a roku 1996 vstoupil do České strany národně sociální. Stal se spoluzakladatelem staronové České strany národně socialistické, která se roku 2005 vytvořila převážně ze členů zadlužené strany národně sociální. V roce 2011 pro spory s vedením ČSNS (2005) stranu opustil.

## Vyznamenání
- Bronzový kříž České obce legionářské – rok udělení 2006
- Stříbrný kříž České obce legionářské – rok udělení 2008
- Zlatá medaile UN FORCES Sdružení válečných veteránů – rok udělení ?